# Paul Giéra
Pour la commune, voir Giera.
Paul Giéra (22 janvier 1816-26 avril 1861) était un poète français de langue provençale (langue d'oc), né et mort à Avignon. Il est l'un des sept membres fondateurs du Félibrige avec Frédéric Mistral, Joseph Roumanille, Théodore Aubanel, Jean Brunet, Anselme Mathieu et Alphonse Tavan.

## Biographie
Clercs de notaire, Giéra et son frère Jules achètent une étude à Avignon en 1846. Il vit alors dans un hôtel particulier du XVIIe siècle, au 15 de la rue Banasterie tandis que l'étude se situe au 41 rue du Four-de-la-Terre. Le notaire fait la connaissance de Joseph Roumanille et de Théodore Aubanel lors de la tenue d'une œuvre de charité. Enthousiasmés par leur passion commune, les trois hommes constituent un premier regroupement qui va donner naissance au Félibrige.

### Fondateur du félibrige

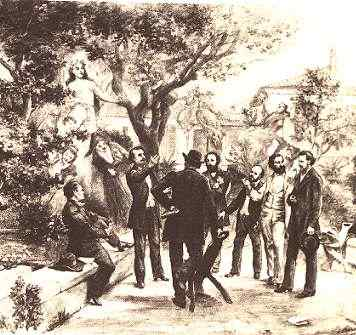
Réunion des sept fondateurs du Félibrige, en 1854, au château de Font-Ségugne, à Châteauneuf-de-Gadagne.

Invitant ses amis, dans son château de Font-Ségugne, à Châteauneuf-de-Gadagne, le 21 mai 1854, Giéra fut l'un des sept primadié, fondateurs du Félibrige. En 1832 ce château avait été légué avec toute sa fortune par Pierre Goujon d’Alcantara à Jean-Baptiste Giéra, épicier-faïencier et père du poète.

## Œuvres
C'est après sa mort, en 1865, que ses écrits ont été réunis par Roumanille sous le titre Li Galejado (Les Plaisanteries) et insérés dans le recueil Lou liame de rasin (Une grappe de raisin).

## Odonymie
Le Collège Paul Giéra était un des collèges d’Avignon.
Il fut ouvert en 1970 et ferma en 2009,.
Situé au 55 avenue Eisenhower, il était en zone d’éducation prioritaire (ZEP), et disposait de classes sport-études (tennis, gymnastique, escrime…).
Construit avec une architecture type Pailleron, il en avait les inconvénients.